# Alfred Švarc
Alfred Švarc (Schwarz), (Križevci, 24. travnja 1907. – Križevci, 21. studenoga 1986.) bio je hrvatski skladatelj i pravnik.

## Životopis
Još kao dijete otkrio je svoju muzikalnost i sa sedam godina počeo učiti klavir. Uz gimnazijsko obrazovanje u Zagrebu nastavio je učiti klavir u klasi Ernesta Krautha na Srednjoj školi Muzičke akademije. Životno zvanje stekao je na Pravnom fakultetu na kojem je 1933. diplomirao i stekao doktorat. Usporedo s pravnim studijem, Švarca je kontinuirano zaokupljala glazba te je upisao dirigiranje na Visokoj školi Muzičke akademije. Alfred Švarc (tada Schwarz) zabilježen je i kao student kompozicije u klasi Blagoja Berse na Muzičkoj akademiji u Zagrebu što potvrđuje i Bersin dnevnik od 14. listopada 1929. godine .
Prvo predstavljanje i recepcija Alfreda Švarca kao skladatelja dogodila se na XVIII. Javnoj priredbi državne muzičke akademije u sklopu skladateljske večeri apsolvenata škole Blagoja Berse. Švarc se uz Miroslava Magdalenića i Emila Cipru predstavio sa svojim Prvim gudačkim kvartetom nastalim 1930. godine. U osvrtu na navedenu večer mladih skladatelja Pavao Markovac ističe kako su kod Švarca vidljivi europski uzori, dok Božidar Širola primjećuje: „Alfred Schwarz nastoji se osamostaliti i iz sebe stvarati bez uzora ili bolje prema uzorima romantičnim i modernim.“

## O djelima
Alfred Švarc pripada skladateljima koji su, u vrijeme kada hrvatskom glazbenom scenom dominira neonacionalni smjer, odabrali vlastiti skladateljski put koji se temelji na kasnoromantičkim i tada važećim skladateljsko-tehničkima izričajima. Razočaran studijem glazbe jer mu Akademija nije pružala ono što je zamislio, zaposlio se 1933. godine u Križevcima kao odvjetnik te je radio u Daruvaru i Bjelovaru. Skoro dvadeset godina nije skladao (1930. – 1950.), iako se za vrijeme Drugog svjetskog rata bavio glazbom u njemačkom zarobljeništvu u Osnabrücku gdje je vodio pjevački zbor logoraša. Švarc je razdoblje neskladanja ispunio intenzivnim studijem melodike, harmonije i polifonije te njihove međusobne zavisnosti i njihova jedinstva. Kada se 1950. godine vratio skladanju, uz posao suca koji je obavljao u Glini od 1945. do 1969. godine, nastojao je nadoknaditi izgubljeno vrijeme intenzivnim stvaralačkim radom, izgrađujući vlastiti skladateljski stil. Djela mu se odlikuju individualno koncipiranim melodijskim linijama, izvornim i specifičnim harmonijskim rješenjima, bujnom polifonijom, a nadasve bogatom sadržajnošću i dubokom glazbenom proživljenošću. Preko stotinu djela u njegovu opusu postavljaju visoke tehničke zahtjeve pred izvođače što je vjerojatno i razlogom da je samo devet djela predstavljeno javnosti za skladateljeva života od kojih dva studentska: Prvi gudački kvartet (1930.) i Etida za klavir (1930.) te sedam zrelih djela: Gudački kvartet u A-duru (1951.), Fragmenti iz rata za zbor (1955.), simfonijska pjesma Pjesma o mladom heroju (1958.), orkestralna Predigra za veselu igru (1961.), Pjesme moje tuge za alt i orkestar (1962.), Minijature za klavir (1965.) i Koncert za klavir, violinu i violončelo (1973.).

## Popis djela (izbor)
- 2. gudački kvartet (1951.)
- 3. gudački kvartet (1951.)
- Sonata za glasovir (1951.)
- 1. simfonija "Dramatična" (1952.)
- Fragmenti iz rata za zbor i orkestar (1955.)
- Eroika, simfonijska poema (1956.)
- Komorna simfonija (1956.)
- Simfonijske varijacije i fuga na narodnu temu (1958.)
- Bakonja fra Brne, simfonijska poema (1958.)
- Dundo Maroje, simfonijska poema (1959.)
- Kralj Lear, simfonijska poema (1959.)
- 4. gudački kvartet "Putevi života" (1959.)
- 5. gudački kvartet (1960.)
- Povratak bez doma, kantata (1960.)
- 6. gudački kvartet "Dva svijeta" (1961.)
- 7. gudački kvartet "Na dnu" (1961.)
- Pjesme moje tuge za glas i glasovir (1962.)
- Rekvijem, kantata (1963.)
- S one strane – simfonijska pjesma o mladom heroju, op. 38[3]